# Liste der Bodendenkmale in Eickeloh
In der Liste der Bodendenkmale in Eickeloh sind alle Bodendenkmale der niedersächsischen Gemeinde Eickeloh aufgelistet. Die Quelle ist der Denkmalatlas Niedersachsen. 
Der Stand der Liste ist der 17. November 2024.
Allgemein

Eickeloh im Heidekreis

In den Spalten finden sich folgende Informationen des Bodendenkmales:
Lagegeographische Koordinaten
BezeichnungBezeichnung lt. Denkmalatlas
BeschreibungBeschreibung lt. Denkmalatlas
IDObjekt-ID
BildBild, ggf. zusätzlich mit Link zu weiteren Fotos im Medienarchiv Wikimedia Commons.

## Eickeloh
| Lage                        | Bezeichnung            | Beschreibung                                                                                            | ID       | Bild |
| --------------------------- | ---------------------- | --- | -------- | ---- |
| 52° 43′ 45″ N, 9° 36′ 13″ O | Eickeloh 4, Grabhügel  | Durchmesser ca. 30 m und Höhe ca. 2,5 m. Im westlichen und nördlichen Randbereich verläuft je ein Zaun. | 34821306 | BW   |
| 52° 43′ 12″ N, 9° 37′ 33″ O | Eickeloh 9, Grabhügel  | Fläche 18,5 m × 15,5 und Höhe 1,3 m. Oval.                                                              | 34821404 | BW   |
| 52° 43′ 13″ N, 9° 37′ 35″ O | Eickeloh 10, Grabhügel | Fläche 24 m × 30 und Höhe 1,6 m. Oval.                                                                  | 34821405 | BW   |